# Comocrus flexuosa
Comocrus flexuosa är en fjärilsart som beskrevs av Walker 1864. Comocrus flexuosa ingår i släktet Comocrus och familjen nattflyn. Inga underarter finns listade i Catalogue of Life.